# Chó Morkie
Chó Morkie là một giống chó lai được lai bởi hai giống chó là Chó sục Yorkshire thuần chủng và một Chó Malta thuần chủng. Sự lai tạo này bắt nguồn từ Hoa Kỳ. Ngoài ra, chó Morkie có thể được lai tạo với nhau. Giống lai Morkie không được công nhận bởi Câu lạc bộ Chăm sóc Chó Hoa Kỳ như một giống chó "bona fide" của chính nó. Mặc dù thường được gọi là chó Morkie, giống chó này có thể được gọi dưới cái tên khác là Chó sục Morkshire, bởi vì giống chó Malta cũng đã từng có một thời gian cũng được gọi là chó sục Malta, mặc dù điều này là không chính xác.

## Tính cách
Chó Morkie hoạt động và vui tươi. Chúng tạo thành mối dây liên kết, gắn bó mạnh mẽ với chủ sở hữu, đồng thời cũng thường tỏ ra mong muốn thu hút sự chú ý của chủ nhân. Chó Morkie rất hòa nhập do đó thích được chơi cùng. Chúng rất dễ bị kích động, tràn đầy năng lượng, tự tin và trung thành. Loài này có thể làm chủ nhân khó chịu vì sự bướng bỉnh của chúng. Tính cách bướng bỉnh đến từ nguồn gốc là giống Chó sục Yorkshire, nhưng chúng nhanh chóng học được những gì chủ mong muốn, vì thế điều quan trọng là bắt đầu huấn luyện chó Morkie ngay từ nhỏ.
Morkie thường hòa thuận với những con chó khác và vật nuôi không phải chó mà chúng cùng được nuôi. Chó Morkie có thể phá hoại nếu bị bỏ lại một mình trong thời gian dài và vào những lúc như vậy chúng có thể sủa quá mức. Giống như nhiều giống chó khác, chó Morkie nhanh chóng cảnh báo chủ của chúng nếu có tình huống đáng ngờ của người lạ hoặc âm thanh bất thường trong khu vực.